# Atherix variegata
Atherix variegata är en tvåvingeart som beskrevs av Walker 1848. Atherix variegata ingår i släktet Atherix och familjen bäckflugor. Inga underarter finns listade i Catalogue of Life.